# M 17 (Ukraine)
Die M 17 ist eine Fernstraße von „internationaler Bedeutung“ in der Ukraine. Sie verläuft von Cherson in südöstliche Richtung nach Kertsch auf der Halbinsel Krim. Von dort geht es über die Krim-Brücke zum russischen Festland.

## Verlauf
- Cherson
- Oleschky
- Kalantschak
- Armjansk
- Krasnoperekopsk
- Wojinka
- Dschankoj
- Nyschnjohirskyj
- Kirowske
- Feodossija
- Lenine
- Kertsch